# Нерлейка
Нерлейка — река в России, протекает в Большеберезниковском районе Республики Мордовия. Левый приток Суры.

## География
Река Нерлейка берёт начало у деревни Михайловка. Течёт на восток. Устье реки находится ниже села Марьяновка в 445 км по левому берегу реки Суры. Длина реки составляет 24 км. Площадь водосборного бассейна — 116 км².

## Данные водного реестра
По данным государственного водного реестра России относится к Верхневолжскому бассейновому округу, водохозяйственный участок реки — Сура от Сурского гидроузла и до устья реки Алатырь, речной подбассейн реки — Сура. Речной бассейн реки — (Верхняя) Волга до Куйбышевского водохранилища (без бассейна Оки).
Код объекта в государственном водном реестре — 08010500312110000036722.